# Watermouth Castle

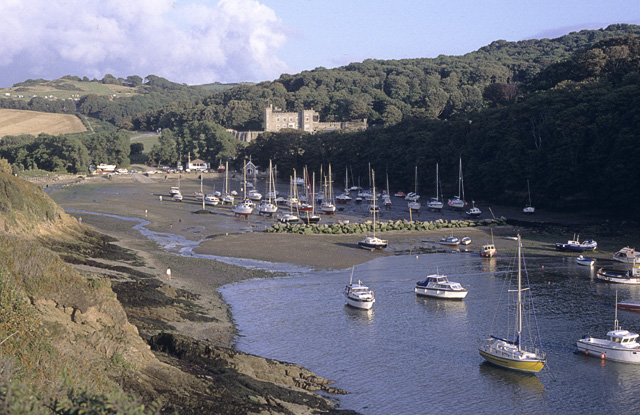
Watermouth Castle und Watermouth Bay

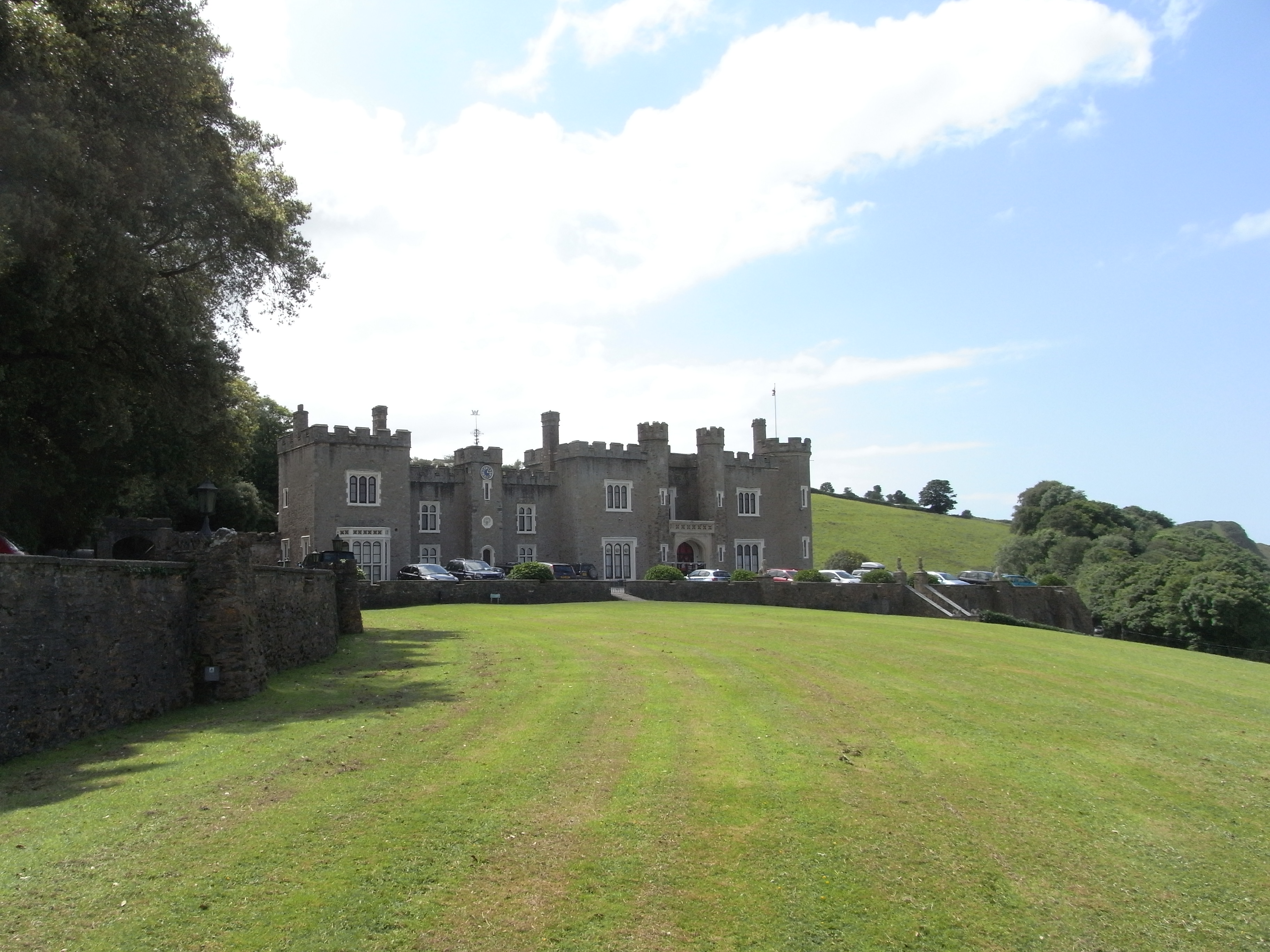
Eingangsfassade von Watermouth Castle

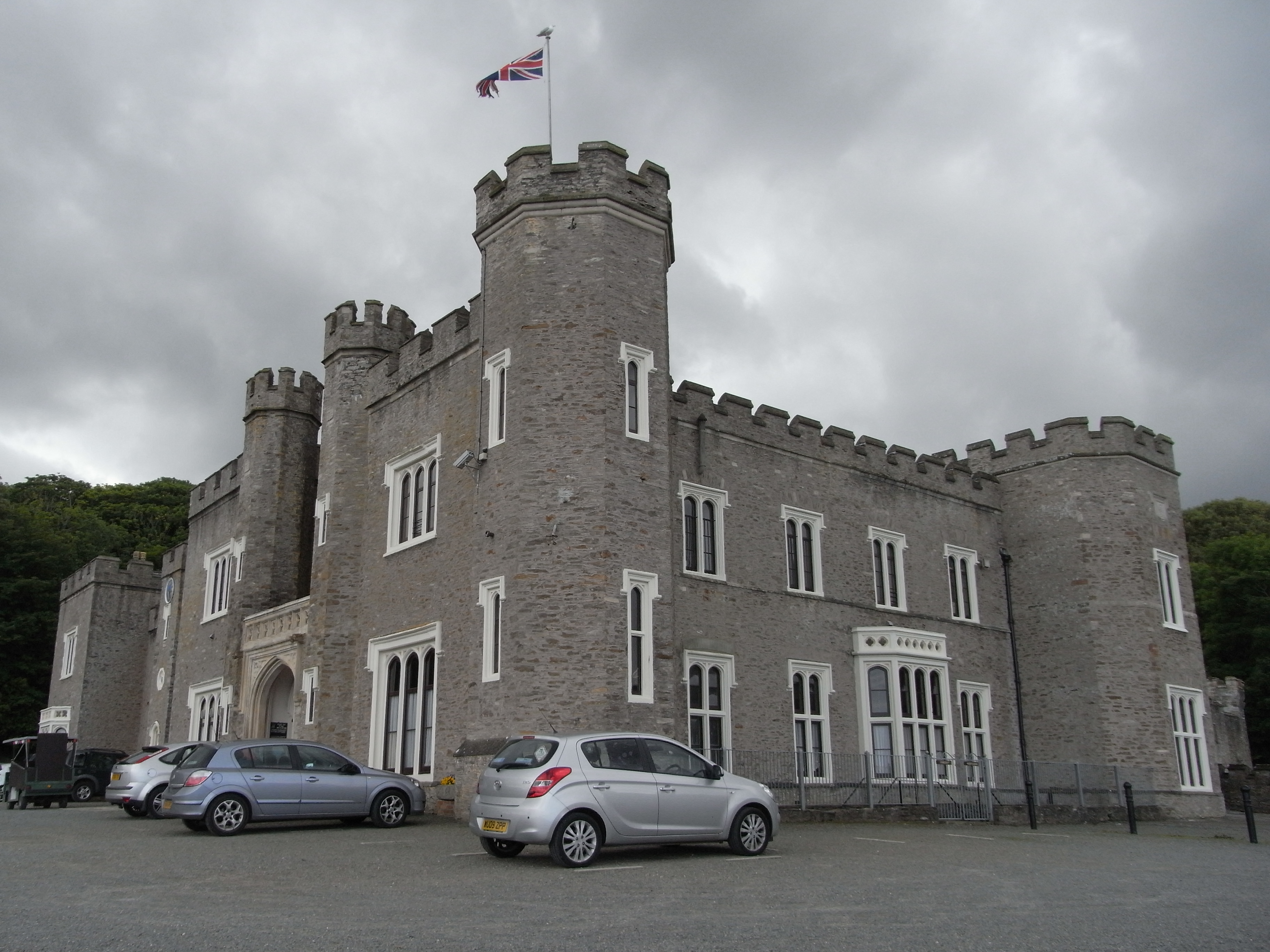
Watermouth Castle: zwei Hauptfassaden

Watermouth Castle ist ein Landhaus im Stil einer mittelalterlichen Burg im Dörfchen Watermouth bei Ilfracombe im Norden der englischen Grafschaft Devon. Die Residenz der Familie Bassett wurde Mitte des 19. Jahrhunderts vom Architekten George Whightwick geplant und 1825 fertiggestellt. English Heritage hat das Haus als historisches Bauwerk II*. Grades gelistet.
Das Haus in der Nähe der Küste des Watermouth Inlet beherbergt eine Sammlung viktorianischer Antiquitäten aus den Bereichen Hausgeräte und Spielautomaten, einen Familien-Themenpark und Ferienwohnungen. Die Familie Bassett verließ das Haus 1945.

## Besitzer

### Die Bassetts

#### Joseph Davie Bassett

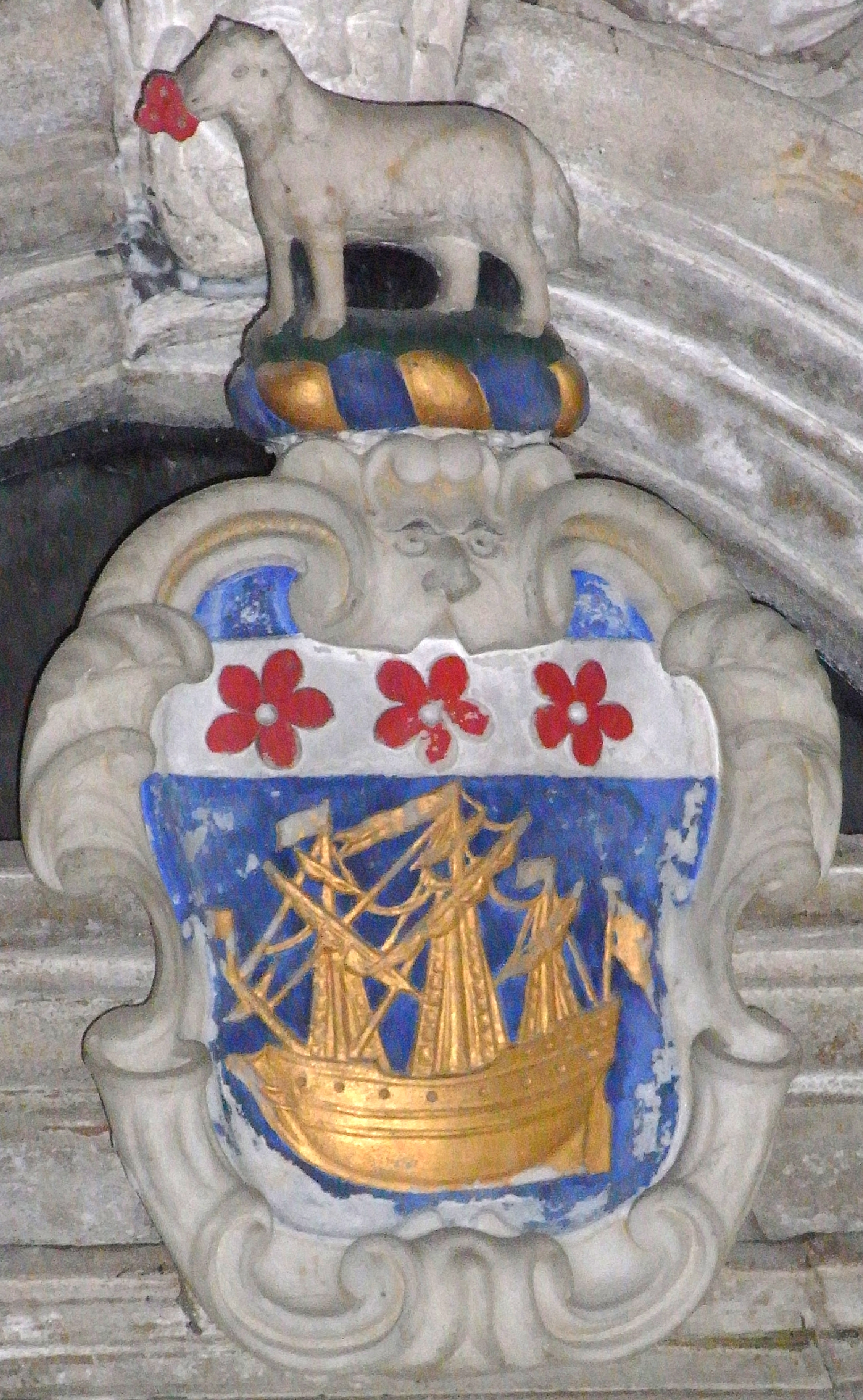
Wappen von John Davie († 1710), einem reichen Tabakimporteur aus Orleigh Court bei Bideford: Ein Schiff mit zwei goldenen Masten, mit gerafften und um die silbernen Masten geschlungenen Segeln, geschmückt mit Flaggen mit dem Kreuz von England auf dem höchsten der zweiten drei durchbohrten roten Potentillablüten; Helmkleinod: Ein grüner Berg, darauf ein nach links laufendes, silbernes Lamm, im Maul eine rote Potentillablüte, grün gestreift. Darüber das Grabmal der Davies in der Kirche von Buckland Brewer im Norden Devons.

Das Landhaus ließ Joseph Davie Bassett (1764–1846), Sohn von John Davie († 1793) aus Orleigh Court, in Buckland Brewer erbauen. Er war der 3. Nachfahre des Tabakhändlers John Davie († 1710) aus Orleigh Court und dessen Gattin, Eleonora Basset aus Heanton Court in Heanton Punchardon. Sein Bruder war Reverend Charles Davie (1760–1836), Rektor von Heanton Punchardon, dessen Kirchenpatronat die Familie Bassett besaß. Nachdem seine Mutter Alleinerbin ihres kinderlos verstorbenen Bruders Francis Bassett († 1802), Sohn von John Francis Bassett (1714–1757), 1740–1741 Parlamentsabgeordneter für Barnstaple, und seiner Gattin Eleanor Courtenay († 1765), Tochter von Sir William Courtenay, 2. Baronet, († 1735) aus Powderham Castle geworden war, nahm Joseph Davie den Namen Bassett als Vatersnamen an und übernahm die heraldischen Zeichen der Bassetts in sein Wappen. Er verkaufte Orleigh Court 1807 und ließ Watermouth Castle als seinen Hauptwohnsitz bauen. Er heiratete Mary Irwin (1777–1862) aus Barnstaple. Das Grabmal des Paares ist in der Kirche von Berrymarbor erhalten.

#### Besuch von John Swete

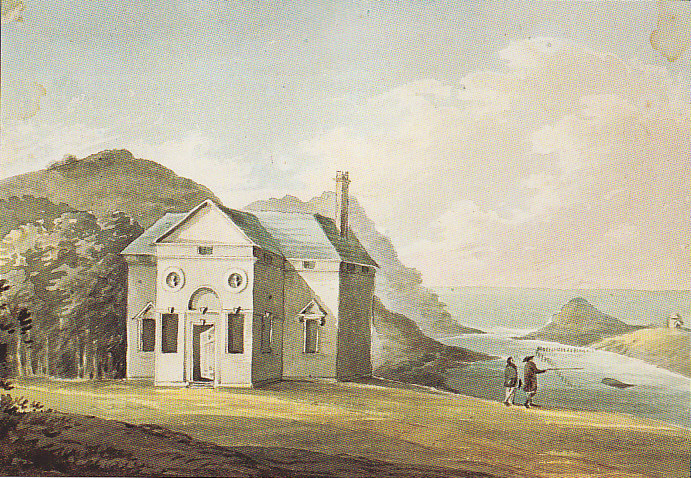
„Watermouth seat of (blank) Davie Esq.“ Das palladianische Haus in Watermouth 1796, das Hugh Fortescue, 1. Earl of Clinton und 14. Baron Clinton, (1696–1751) erbauen ließ, so wie es Reverend John Swete vor seinem Abriss und Ersatz durch Watermouth Castle malte.

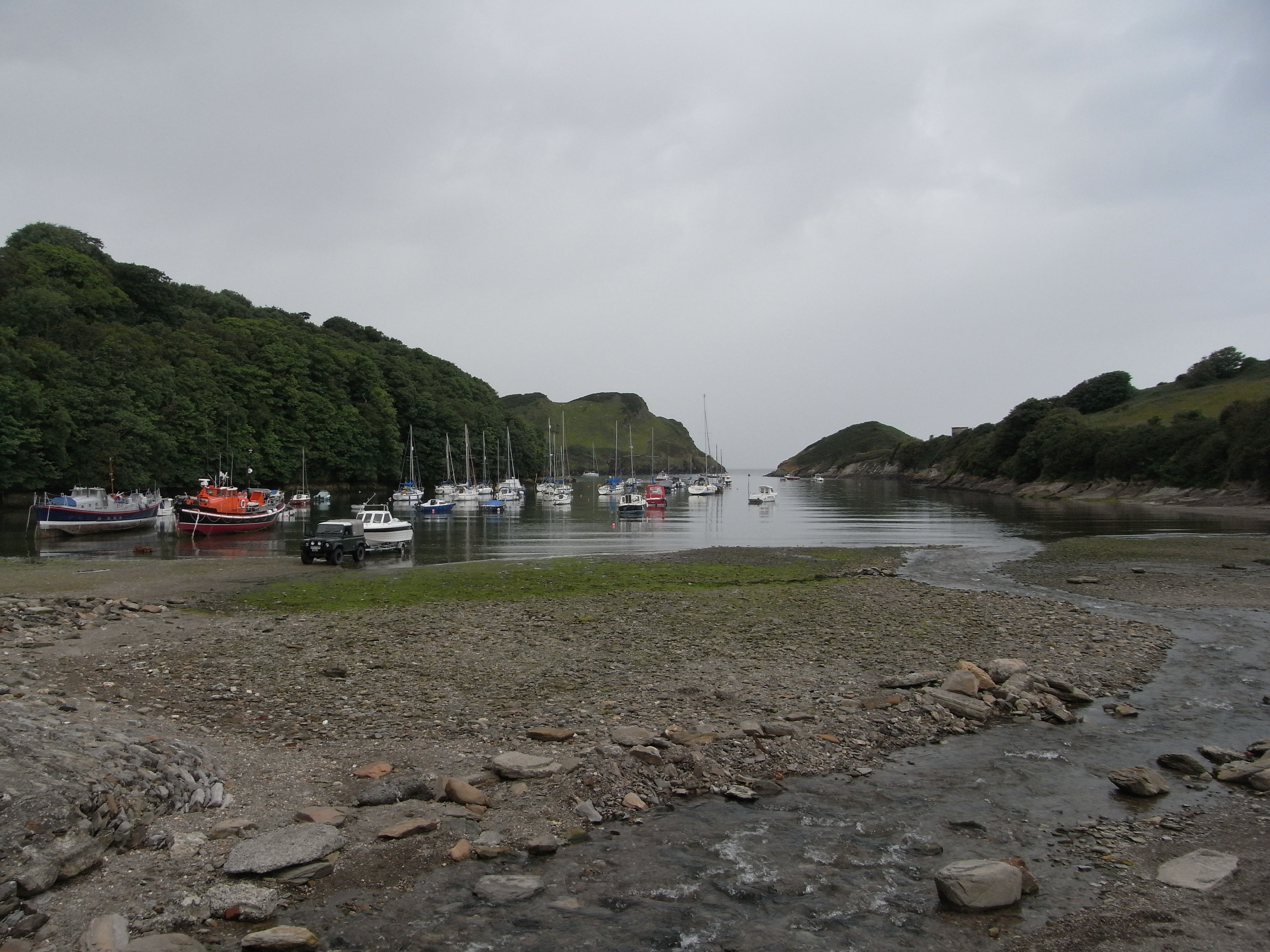
Watermouth Cove von unterhalb Watermouth Castle aus

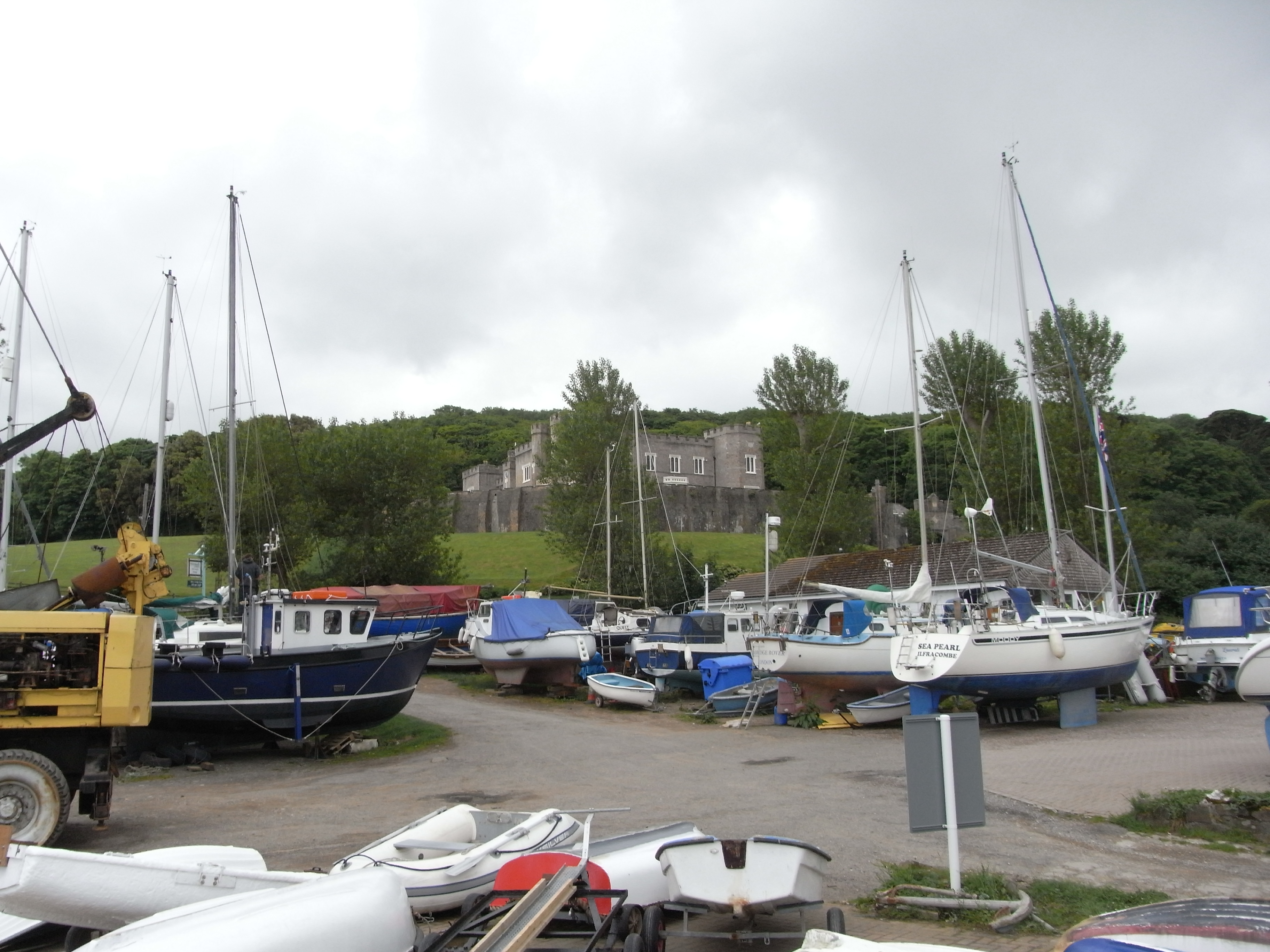
Watermouth Castle vom Slipway von Watermouth Cove aus

Der Topografist Reverend John Swete besuchte Watermouth vor dem Bau der georgianischen Landhauses im Zuge seiner Reisen von 1796 und war bei Mr Davie zu Gast. Er malte das palladianistische Haus, das damals auf dem Gelände stand, und schrieb über seinen Besuch in seinem Tagebuch:

„Vom Gipfel einer hohen Landspitze, an deren Rand wir entlang zogen, stieg ich nach Watermouth hinab, dessen Anblick so einzigartig wie erhebend war. All diese Gründe waren in einem kleinen Raum umschrieben, der aus ein paar Feldern bestand, die zum Haus gehörten, bestand und einer Halbinsel, die, als sie zwischen den Wassern der Bucht und der See eingeschlossen wurde, zuerst eine gewisse Breite hatte und guten Weidegrund darstellte. Diese aber zog sich bald zusammen und wurde nach und nach schmäler, nach Westen in der Länge begrenzt durch einen felsigen Punkt, der sich gegenüber einer weitläufigen Klippe, die auf der anderen Seite steil und felsig abfiel, in die See traute und so die Mündung einer kleinen Bucht, deren Schönheit und Einzigartigkeit der Stolz dieses Ortes waren. An diesem Punkt war sie sehr schmal; der Raum zwischen den felsigen Barrieren weitete sich aber auf, je weiter man sie landeinwärts verfolgte und war an ihrem Ende am breitesten, wo man eine Reihe von Fischerhütten sehen konnte und wo auf einem weiter entfernten, erhöhten Hügel der Sitz von Mr Davie platziert war. Die vorhergehende Skizze erklärt die Natur dieser Bucht und der Landspitzen, die sie einschließen, besser und sie vermittelt einen genaueren Eindruck der Lage und Architektur des Hauses. Dieses aber fand ich in einem verfallenen Zustand, in den es absichtlich mit Blick auf seine Erweiterung gebracht worden war. Ich hatte gerade die groben Umrisse davon fertig, als mir ein Diener die Komplimente seines Herren überbrachte und mich bat, an dem Dinner teilzunehmen, das auf dem Tisch stand. Es war drei Uhr, ich akzeptierte die Einladung, da es eilte, und folgte dem Diener zur Fischerhütte hinunter, wo Mr Davie (während des Umbaus seines Hauses) seinen zeitweisen Aufenthalt genommen hatte. Ich wurde freundlich und höflich aufgenommen. Am Abend, als wir unseren Wein getrunken hatten, begleiteten er und sein Bruder mich zum Haus, das, wie ich feststellte, nur noch einiger Ergänzungen bedurfte, deren größte zwei Bogenfenster an der Nord- und Südfassade waren; dies waren die Haupträume, Salon und Speisezimmer. Sie waren zur Zeit klein und nach dem vorgeschlagenen Plan schien es, dass sie nicht nur vergrößert, sondern auch der Ausblick verbessert werden sollte. Fast der einzige Ausblick, den von den Fenstern hatte, ging auf die Bucht und ihre unmittelbare Umgebung, aber dazu würde nun auf der Nordseite ein weiter Ausblick kommen; man würde die ganze Combemartyn-Küste überblicken können, insbesondere der spitze Hügel, den ich fast einen Berg genannt hätte, bevor ich ihn unter dem Namen Hangman's Cliff notierte. Es gab eine gewisse Großartigkeit hier, die sich der Erhabenheit annäherte und die, da sie sich in erheblichen Gegensatz zum Blick auf die Bucht befand, nicht umhin konnte, das Auge eines Mannes mit Geschnack, wie es mir Mr Davie zu sein schien, anzuziehen. Tatsächlich erschien mir die Einführung dieses schönen Punktes in die Ausblicke vom Haus von der ersten Konsequenz zu sein und es erstaunte, dass das ganze Haus in dieser Richtung leer gewesen sein sollte. Das ursprüngliche Gebäude war für sich betrachtet klein und einfach, in der Art, dass es eine Art mönchischen Gang unter der Erde hatte, wo die Büros angeordnet waren und um den herum es sich in einer Vielzahl labyrinthischer Kurven wand. Anhand eines Planes von Lord Clinton (wie mir Mr Davie sagte), der ein Verwandter der Familie war, wurde es erbaut. Dieser Herr wurde auf seinen Reisen so vom griechischen Architekturstil gefesselt, dass er, als er nach England zurückkam, geradezu von einer Bauwut gepackt wurde und davon, seine Landsleute im Westen in Beispiele der eleganten Tempel und Bauten, die er im Ausland gesehen und bewundert hatte, einzuführen. Vitruv und Palladio waren die Großmeister, und aus ihren Modellen entstanden die Tempel von Castle Hill, seiner Residenz, und das kleine Landhaus in Watermouth. In der Umgebung von London treffen wir nicht selten auf Landsitze von solcher Form, aber zumindest unsere Überraschung ist hervorgerufen, wenn wir mitten in einem solch wilden Land diese Art von Architektur erblicken. Man hätte eher erwartet, ein altes, gotisches Landhaus zu erblicken, da dies dem Land und der romantischen Lage von Watermouth eher angepasst ist.“

#### Monument von Joseph Davie Bassett

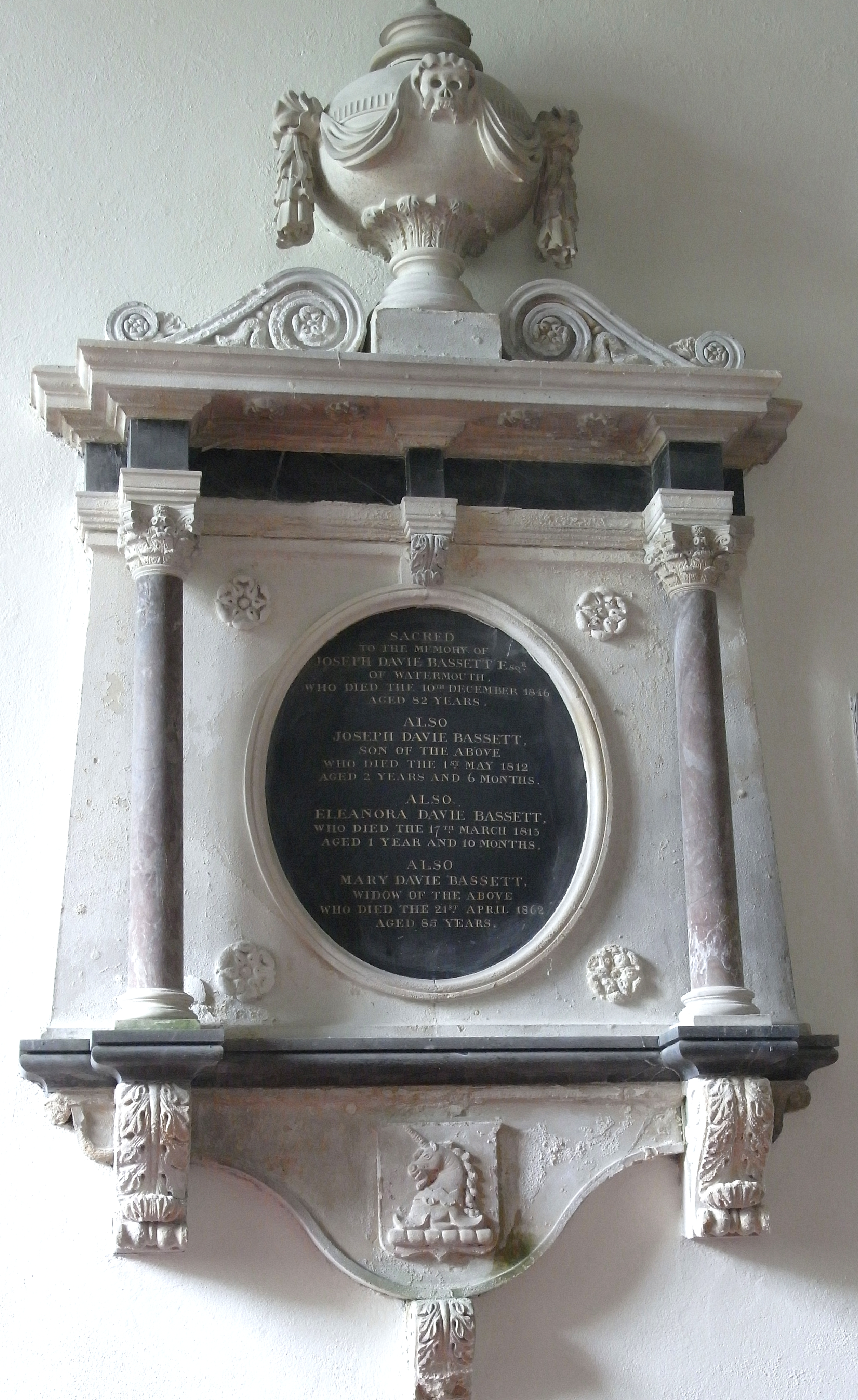
Grabplatte von Joseph Davie Bassett (1764–1846), Erbauer von Watermouth Castle, in der Kirche von Berrynarbor.

Die Grabplatte von Joseph Davie Bassett (1764–1846), dem Erbauer von Watermouth Castle, seiner Gattin und zwei minderjährigen Kindern ist am östlichen Ende des Südflügels der Kirche in Berrymarbor in die Wand eingelassen. Im Rondell in der Mitte steht:

„Geweiht zur Erinnerung an Joseph Davie Bassett Esq.r of Watermouth, der am 10. Dezember 1846 im Alter von 82 Jahren starb. Auch Joseph Davie Bassett, Sohn des Obengenannten, der am 1. Mai 1812 im Alter von 2 Jahren und 6 Monaten starb. Auch Eleanora Davie Bassett, die am 17. März 1813 im Alter von 1 Jahr und 10 Monaten starb. Auch Mary Davie Bassett, Witwe des Obengenannten, die am 21. April 1862 im Alter von 85 Jahren starb.“

#### Davie-Bassett-Nachfahren
Der älteste Sohn und Erbe von Joseph Davie Bassett war Arthur Davie Bassett (1801–1870), der bei einem Reitunfall am 8. Dezember 1870 starb. Er heiratete Harriet Sarah Crawfurth, Tochter von Thomas Smith Crawfurth aus Dulverton, mit der er seinen ältesten, überlebenden Sohn, Reverend Arthur Crawfurth Davie Bassett (1830–1880) hatte, der unverheiratet blieb und auf Watermouth Castle starb. Dieser hatte einen Bruder, Francis Courtenay Bassett, der 1839 im Alter von unter 1 Jahr starb, und zwei Schwestern, Harriet, die er zu seiner Erbin machte, und Eleanora Susanna Bassett (1842–1881), die unverheiratet starb und deren Grabmal, ein buntes Bleiglasfenster, in der Kirche von Barrymarbor zu sehen ist. Die Erbin von Arthur Davie Bassett war somit seine Schwester Harriet Mary Bassett, die am 7. Januar 1858 Charles Henry Williams (1834–1908), Parlamentsabgeordneter aus Pilton House in Pilton bei Barnstaple, heiratete.

#### Williams Bassett

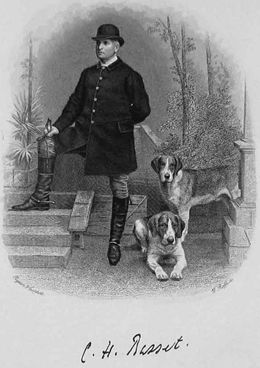
Charles Henry Bassett aus Watermouth Castle, Meister der Devon and Somerset Staghounds 1887–1893.

An die Familie Williams erinnert das Pub Williams Arms in der Gemeinde Heanton Punchardon an der Straße zwischen Barnstaple und Braunton. Als Bedingung der Erbschaft seiner Gattin bedingte sich Charles Henry Williams für sich, seine Gattin und ihre Nachkommen durch königliche Erlaubnis vom 11. Oktober 1880 aus, den Namen Bassett als Vatersnamen und das Wappen der Bassets zu übernehmen:

„London Gazette, 15. Oktober 1880: Whitehall, 11. Oktober 1880

Die Königin geruhte, Charles Henry Williams aus Pilton House in der Gemeinde Barnstaple in der Grafschaft Devon, Esq., und Harriet Mary, seiner Gattin, ältere von zwei Töchtern von Arthur Davie-Bassett aus Umberleigh in der Gemeinde Atherington und Watermouth Castle in der Gemeinde Berrymarbor, beide in der Grafschaft Devon, und Schwester und Miterbin von Arthur Crawfurth Davie-Bassett aus Umberleigh und Watermouth Castle, wie vorgenannt, ein Angestellter in den Holy Orders, alle verstorben, ihre königliche Erlaubnis und Autorität zu verleihen, dass sie den Familiennamen Bassett nur anstelle von Williams annehmen und fürderhin nutzen dürfen, und dass er, der besagte Charles Henry Williams, das Wappen der Bassetts führen darf, und dass dieser Familienname und das Wappen in der gleichen Weise von ihren ehelichen Nachkommen angenommen, getragen und genutzt werden dürfen. Dieses Wappen muss erst ordnungsgemäß nach dem Wappengesetz dargestellt und im College of Arms verzeichnet werden, andernfalls ist die besagte königliche Erlaubnis und Genehmigung ungültig und ohne Effekt. Außerdem wird angeordnet, dass besagte königliche Konzession und Erklärung in Ihrer Majestät besagten College of Arms eingetragen wird.“

##### Neues Wappen der Williams Bassetts

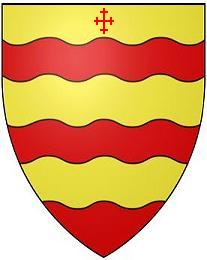
Neues Wappen, das von Charles Henry Bassett durch königliche Lizenz vom 11. Oktober 1880 angenommen wurde: Sechs waagerechte Wellen gold und rot, in der Mitte darüber ein rotes Kleeblattkreuz. Dies ist das alte Wappen der Bassets und zusätzlich ein Kleeblattkreuz.

Das Wappen, das er annahm, ist, wie folgt, definiert: Sechs waagerechte Wellen gold und rot, in der Mitte darüber ein rotes Kleeblattkreuz. Helmkleinod: Auf einem Kranz der Farben der silberne Kopf eines Einhorns, die Mähne, der Bart und das Horn gold, am Hals zwei gezahnte Streifen in rot und als Unterscheidung mit einem roten, an allen vier Balken gekreuzten Kreuz. Motto: Bene agere ac Laetari (dt. : „Handle gut und freue dich“). Seine Anwesen waren in Pilton House in Barnstaple, Umberleigh House in Atherington und Watermouth Castle in Berrymarbor, alle in Devon.

#### Williams-Bassett-Nachfahren
Sie hatten folgende Nachfahren:

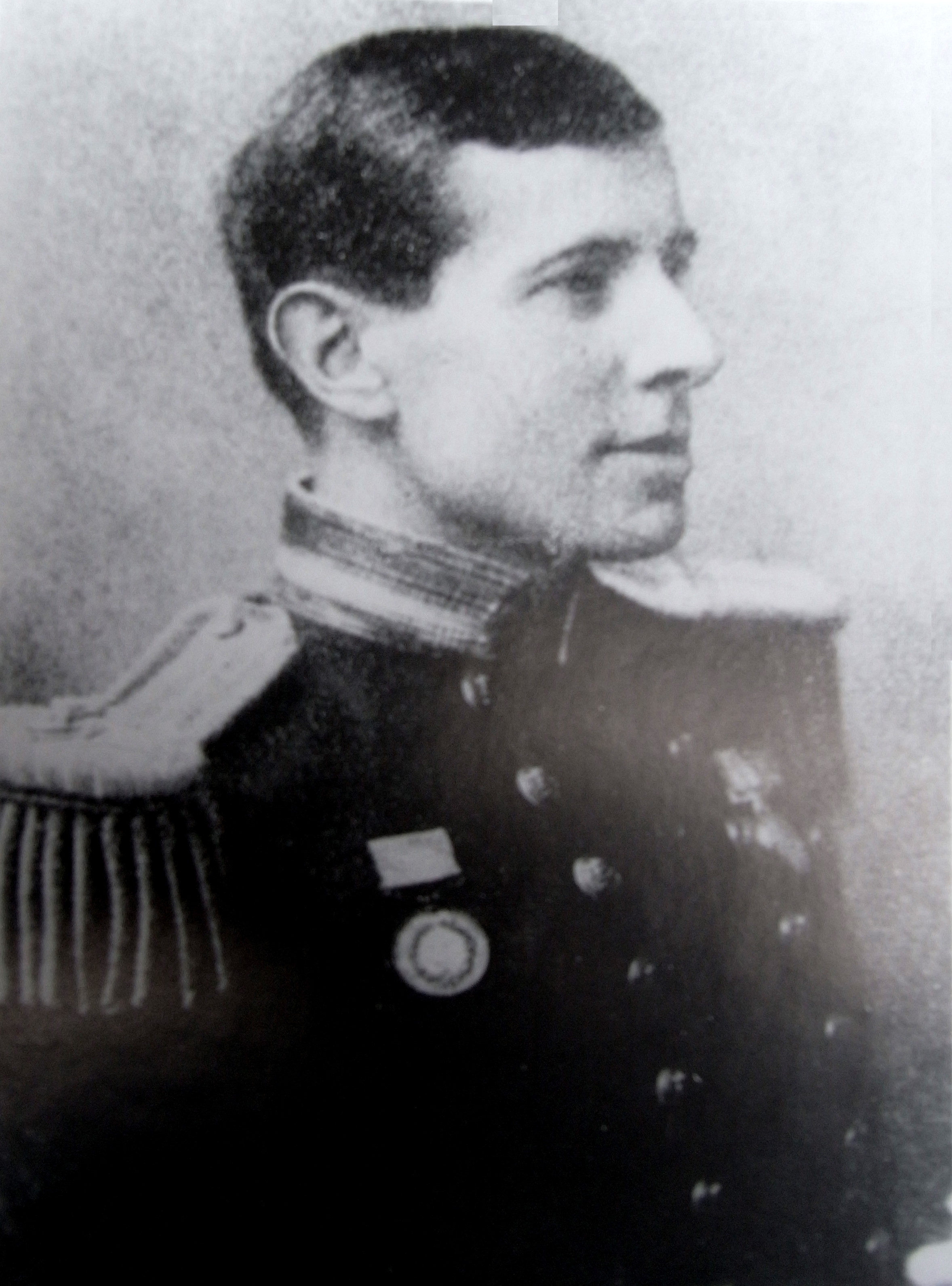
Lt. Walter Bassett Bassett (1864–1907), Leutnant der Royal Navy, Erbauer des Wiener Riesenrades

- Walter Bassett Bassett (1864–1907), geb. Walter Basset Williams, Leutnant der Royal Navy, Ingenieur und Pionier im Bau von Riesenrädern, der aber fast bankrott verstarb. Er starb vor seinem Vater und erbte so nie die Anwesen der Familie. Er baute das Wiener Riesenrad 1897, das auch heute noch steht. Es war lange das größte Riesenrad der Welt und wurde anlässlich des 50-Jährigen Thronjubiläums von Kaiser Franz Joseph I. von Österreich aufgestellt. Er heiratete am 18. November 1890 Ellen Caroline Charlotte Dowell, Tochter von Admiral Sir William Montagu Dowell. Das Paar hatte keine Nachkommen.
- Edith Bassett Bassett (1862–1943), geb. Edith Basset Williams, heiratete am 18. Oktober 1882 in der Curzon Chapel in Mayfair (London) Captain Ernest Charles Penn Curzon (1856–1938), Sohn von Col. Hon. Ernest George Curzon, Sohn von Richard Curzon-Howe, 1. Earl Howe. Sie erhielt 1918 den Order of the British Empire. Das Paar hatte einen Sohn und zwei Töchter. Nach dem Tod ihres Vaters 1908 erbte sie von ihm alle Anwesen der Bassetts, auch Watermouth Castle und die Grundherrschaft von Berrymarbor. Im Ersten Weltkrieg begann sie, die Ländereien der Bassetts zu verkaufen, 1917 auch Umberleigh House und die zugehörige Grundherrschaft. Das Watermouth Castle diente im Ersten Weltkrieg als Militärhospital und in den 1920er-Jahren begann sie mit dem Verkauf der Bauernhöfe und Hütten in Berrymarbor. 1942 verkaufte sie den größten Teil des Inhalts von Watermouth Castle.[13] Heute hängt ihr Porträt noch in der Gemeindehalle von Berrymarbor.

### Wickenden
Das Landhaus ging durch die Hände vieler kurzzeitiger Besitzer und Immobilienspekulanten, wurde aber schließlich von Keith Wickenden (1932–1983) gekauft, einem Parlamentsabgeordneten der Conservatives für Dorking South, Vorsitzenden der European Ferries, Holding der Townsend Thoresen Ferries, Eigentümer des Hafens von Watermouth und Direktor des Brighton & Hove Albion FC. Er kam 1983 beim Absturz eines Leichtflugzeuges nahe dem Flugplatz von Shoreham zu Tode. Keith Wickenden und sein Bruder Roland hatten George Nott Industries um 1970 übernommen. Die Aktien von European Ferries wurden 1987, unmittelbar vor dem Untergang der Herold of Free Enterprise vor Zeebrugge, von P&O Ferries übernommen. Der Bruder Alan Wickenden verwaltete für ihn ein Ferienlager in North Devon bis Anfang der 1980er-Jahre.

### Haines
1977 kaufte Richard L. Haines aus Market Deeping in Cambridgeshire und seine holländische Gattin, Tochter eines Blumenzüchters namens Derick van Daalen, Watermouth Castle von Keith Wickenden. Der Kaufpreis für das Landhaus und 24 Hektar Land waren £ 50.000. Das Landhaus wurde dann in ein Vergnügungszentrum umgebaut, das zur Zeit von den beiden Söhnen des Paares, Jonathan und Antonie Haines, betrieben wird.

## Heute
Das Landhaus ist eine Touristenattraktion und gegen Eintrittsgeld öffentlich zugänglich. Im Landhaus findet man die Bereiche Castle Treasure, Dungeon Labyrinths und Watershow Extravaganza. Auf dem Anwesen gibt es neun Fahrgeschäfte in Themengebieten, die Adventure Land, Merry go Land und Gnome Land genannt werden.